# Àrea de comerç preferencial
Una àrea de comerç preferencial és un bloc comercial en què un país dona accés preferencial als productes d'un altre país, per mitjà de la reducció de les tarifes i els impostos, però no els elimina completament, com és el cas de l'àrea de lliure comerç. Per tal d'evitar l'evasió fiscal amb la importació d'un producte d'un país no-membre i la re-exportació amb tarifes preferencials a un país membre, els acords de comerç preferencial estableixen polítiques específiques de composició nacional, conegudes com a "Regles d'origen". Això implica l'existència de constants revisions duaneres a les fronteres per verificar-ne el compliment. L'establiment d'una àrea de comerç preferencial és el primer pas d'integració econòmica.